# Mistefa Bêsaranî
Mistefa Bêsaranî (em curdo: مستەفا بێسارانی) foi um Sufi e poeta curdo que escreveu em gorani.  Ele era da aldeia de Bêseran, em Ardalan. 

## Biografia
Besarani nasceu em 1642 em Bêseran, estudou jurisprudência, o Alcorão e, mais tarde, Ijtihad e Fátua. Não existem informações sobre sua infância e ele também não escreveu sobre, mas desenvolveu um talento único para a ciência e viajou pela região, incluindo Sanandaj e Quermanxá, durante deus estudos de jurisprudência. Após seus estudos, ele retornou à sua aldeia natal, passando o resto da vida trabalhando na agricultura, criação de animais, ensinando, pregando e orientando pessoas. Em seus diwans, ele escreveu sobre Deus, natureza, amor e conselhos.  Bêsaranî influenciaria Mawlawi Tawagozi e sua poesia. 